# СХИ (Воронеж)

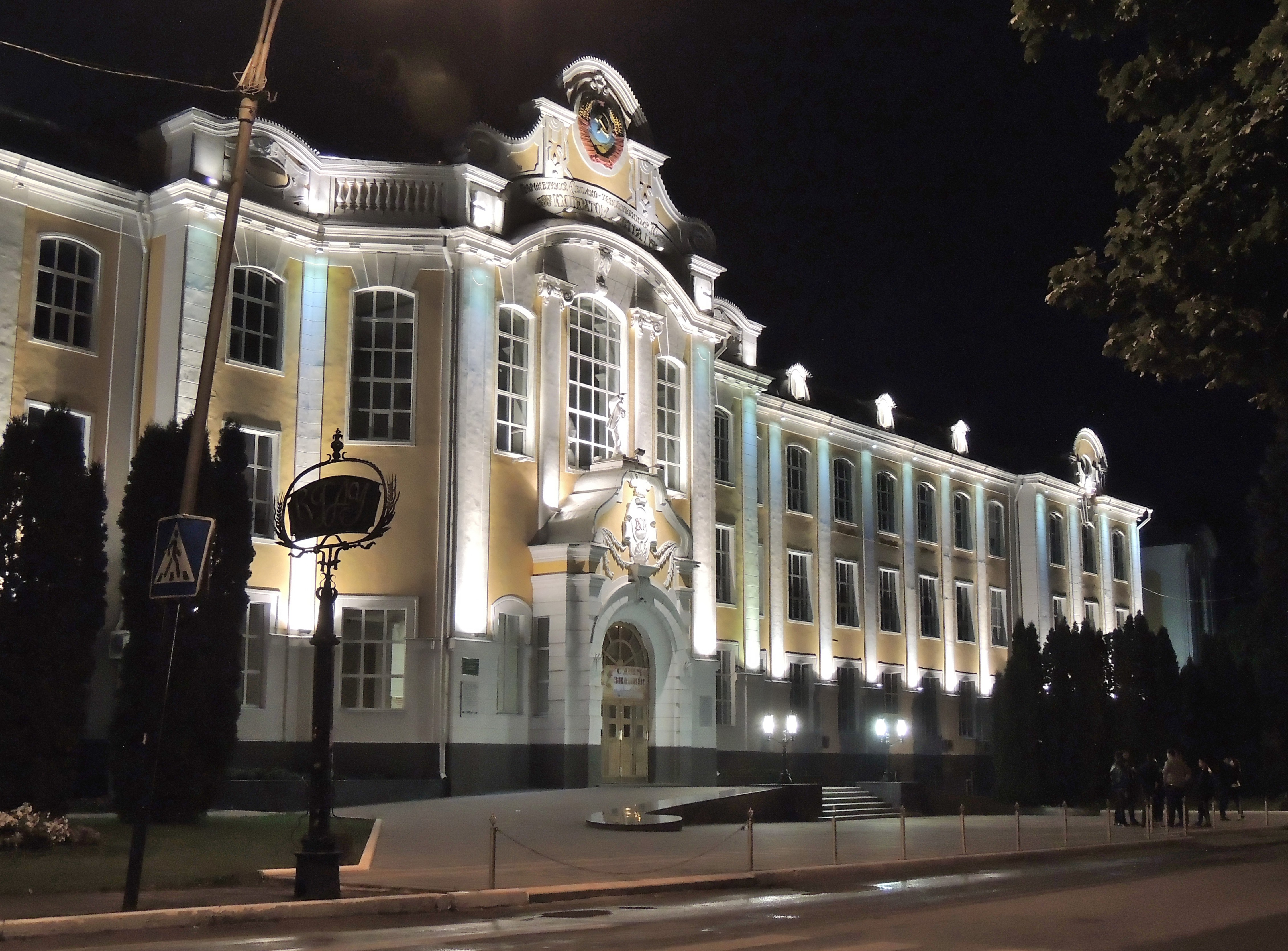
Главный корпус Сельскохозяйственного института ночью

СХИ — исторически сложившаяся часть Воронежа, расположенная вокруг комплекса зданий Воронежского сельскохозяйственного института имени Глинки, современное название — Воронежского государственного аграрного университета (ВГАУ) имени императора Петра I. Находится в Центральном районе города.

## Памятники. Объединённая зона охраны

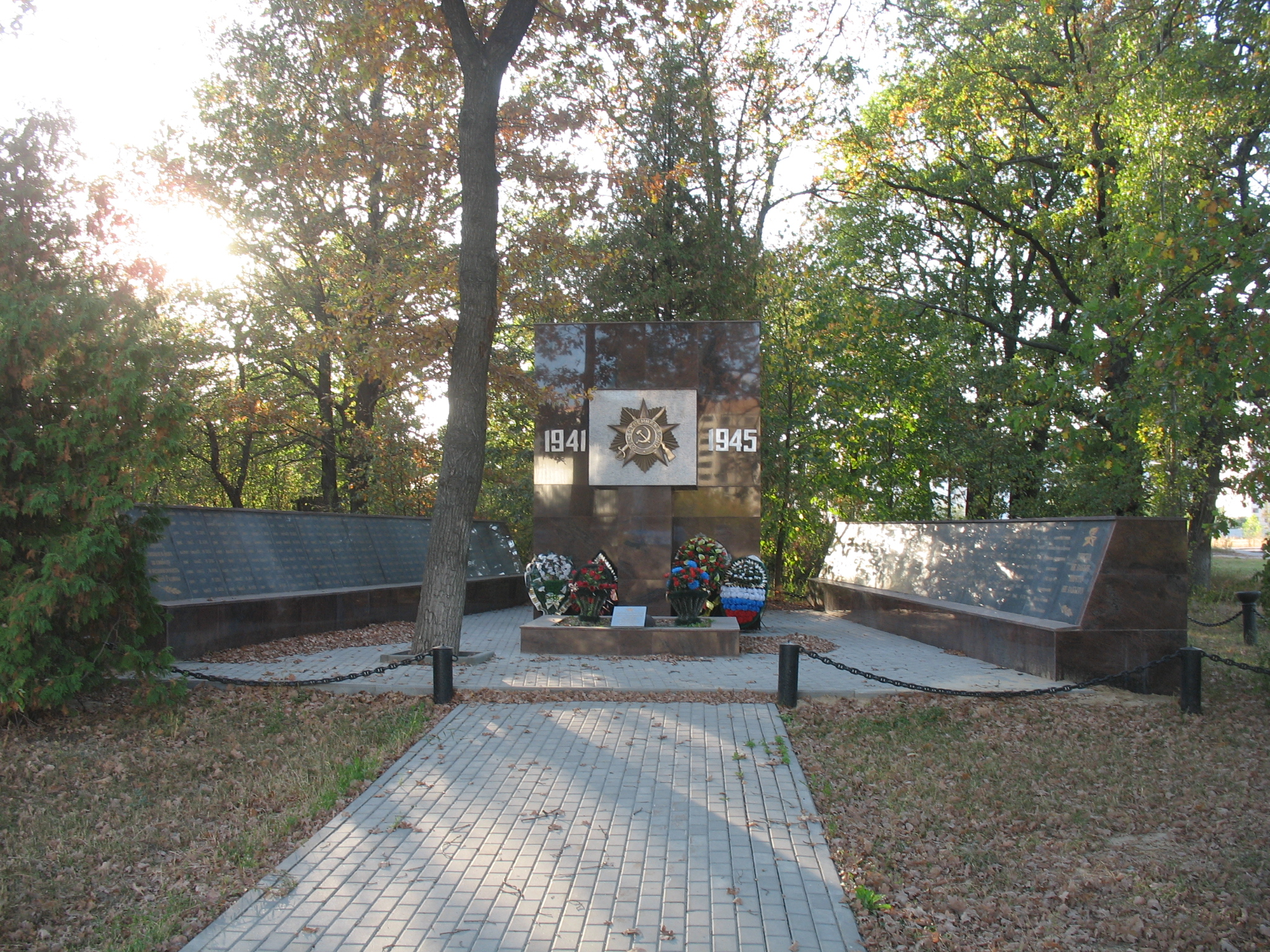
Братская могила № 16. Мемориал

Часть территории района входит в объединённую зону охраны объектов культурного наследия (ОКН), утвержденную постановлением областного правительства по согласованию с Министерством культуры РФ. Согласно утвержденному списку, защите государства подлежат:
- «Комплекс зданий Сельскохозяйственного института им. К. Д. Глинки» — ул. Мичурина, 1; ул. Тимирязева, 1, 3, 11, 13, 15, 17, 19, 23; ул. Ломоносова, 92, 96; ул. Дарвина, 16;
- «Корпус государственного научно-исследовательского института коллоидной химии» — ул. Ломоносова, 100;
- «Корпус общежития, 1930-е гг.» — ул. Тимирязева, 21;
- «Общежитие студенческое» — ул. Ломоносова, 94;
- Братские могилы № 18 и 19 — ул. Ломоносова, 81д.

## Границы

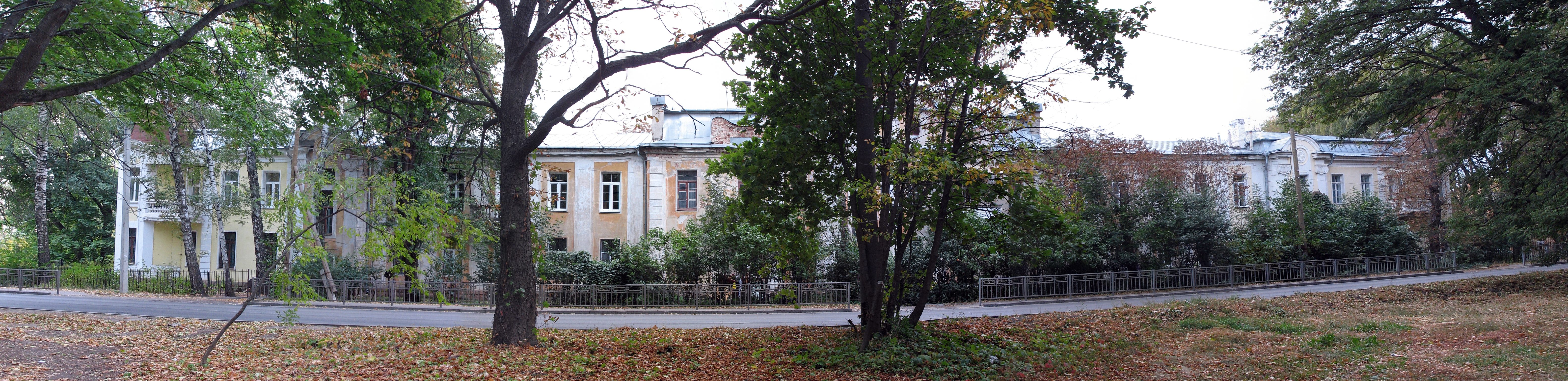
улица Тимирязева

Район СХИ находится в тесном соседстве с другим историческим районом города — Берёзовой Рощей, а также Центральным парком и Дендрологическим парком ВГЛТУ. Другими словами, территорию СХИ можно локализовать по улицам Тимирязева — главной улице некогда студенческого городка сельскохозяйственного университета, улице Мичурина и части улицы Ломоносова.

## История
Район СХИ ранее относился к Троицкой слободе, являясь её окраиной. Свое название Троицкая слобода получила от расположенной здесь домовой Троицкой церкви, построенной в летней резиденции главы местной епархии. В XIX — начале XX века слобода разрослась, она заняла территорию от современного Северного моста до ул. Кавалерийской. На окраине Троицкой слободы в 1844 году основали «Помологический рассадник» для выращивания плодовых деревьев и ягодных кустарников отборных сортов. В 1912 году Николай II поддержал инициативу Департамента земледелия об учреждении в Воронеже сельскохозяйственного института. Всего институту отводилось 580 гектаров и участок леса площадью 33 гектара. Парк имени Глинки был заложен перед главным корпусом СХИ в 1924 году. Во времена Великой Отечественной войны в районе проходила линия фронта и шли ожесточенные бои. Участок от северной части города до его центра оборонял 233-й конвойный полк НКВД. В 1942 году, когда Красной Армии удалось отбить территорию СХИ у немцев, на его территории располагались медицинские, тыловые службы, связисты, в здании лесотехниченского института на улице Тимирязева, 8 находился командный пункт 121-й стрелковой дивизии.

## Перспективы
Согласно новому генеральному плану Воронежа, участок леса в 4,5 га между главным корпусом ВГАУ и главным корпусом ВГЛТУ, территории опытных полей СХИ и яблоневые сады попадают в зону общественно-деловой застройки. Перспектива застройки яблоневых садов вызвало недовольство жителей города. Однако уже в начале 2022 года стало известно, что судьба территории окончательно решена — строительные компании начали работы по возведению фундаментов будущих зданий.